# Archivo-Biblioteca de la Catedral de Santiago de Compostela
El Archivo-Biblioteca de la Catedral de Santiago de Compostela es una institución que custodia el patrimonio documental y bibliográfico del Cabildo y Catedral de Santiago de Compostela, integrado por volúmenes y documentos desde la Edad Media hasta la actualidad. Es uno de los principales centros de investigación jacobea del mundo.
Se ubica actualmente en uno de los brazos del claustro de la Catedral, ofreciendo servicios de consulta y documentación.

## Historia del archivo y de la documentación medieval
El origen del Archivo de la Catedral compostelana se encuentra en el thesaurum medieval y en las organizaciones documentales que fueron desarrolladas por los arzobispos Diego Gelmírez, en la primera mitad del siglo XII, y Berenguel de Landoria, en el primer cuarto del XIV. Desde el mismo momento de la inventio, o descubrimiento del edículo apostólico, en el siglo IX, el enorme desarrollo político y socioeconómico de la nueva institución eclesiástica que velaba por el enclave fue imponiendo la conservación, como garante de sus derechos, de todo tipo de documentación: real, pontificia, eclesiástica y civil; una documentación integrada, junto con los volúmenes y códices existentes, en el Tesoro.
Poco a poco, con el paso de los siglos se fue conformando una masa documental que podemos considerar integrada por: documentación en tumbos; documentos sueltos; y posteriormente legajos de época moderna y contemporánea. Fue el primer obispo y arzobispo de la sede, Diego Gelmírez, hacia el primer tercio del siglo XII, el primero que desarrolló una ordenación mínimamente archivística del conjunto, con una selección de documentación, organización de la misma y copia de nuevos soportes, dando lugar a volúmenes como el Tumbo A (siglos XII-XIII) en su primera fase, cartulario con la documentación regia de los siglos IX-XIII y con una galería de miniaturas de reyes, reinas e infantas de Castilla y León. De esta centuria destaca también el Codex Calixtinus, piedra angular de la historia medieval jacobea.
Dos siglos después el arzobispo Berenguel de Landoria, tras sofocar una revuelta urbana en Santiago, emprende una segunda labor de reordenación, sobre la misma base de selección, ordenación, organización y copia de documentación para renovar el soporte. Así, se producen los tumbos B y C, con documentación real, pontificia, eclesiástica y civil.

## Documentos destacados

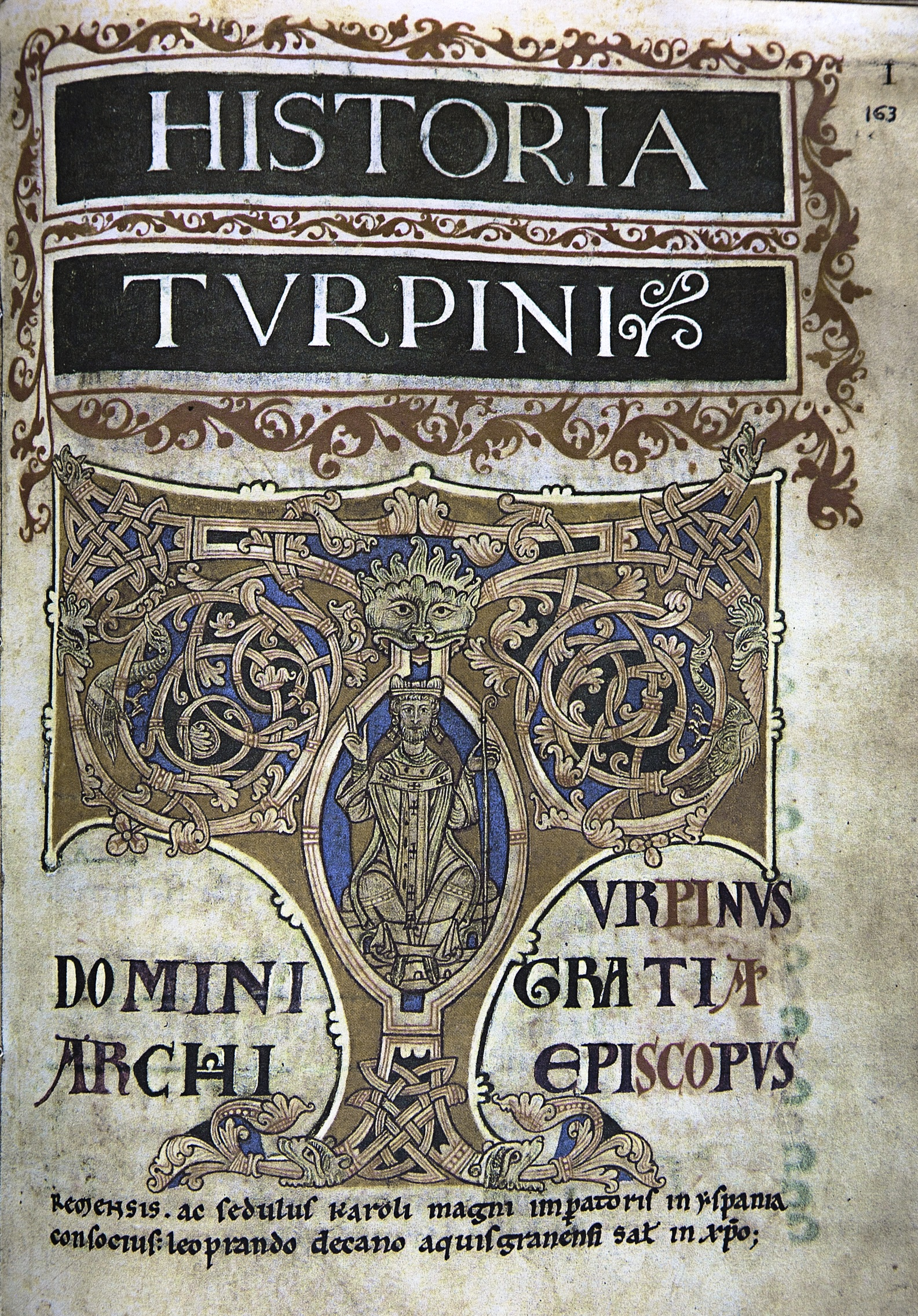
Portada del Códice Calixtino.

En el caso de la documentación medieval destacan:
- Tumbos: A, B, C, D, E, F, G, H, Tumbillo de Concordias, Tumbo de Constituciones, Tumbos de Aniversarios, Tumbos de Tenencias, Tumbo de Iria.
- Historia Compostelana.
- Crónica de Santa María de Iria.
- Colección de Documentos Sueltos.
- Colección Guerra Campos.
- Colección López Ferreiro.
- Colección de Tomos de Varia.

En la actualidad los fondos del Archivo-Biblioteca están integrados por más de 11 000 documentos medievales, gran cantidad de documentación de época Moderna y Contemporánea, más de 4.000 volúmenes en la Biblioteca Antigua, desde el siglo XV hasta el XIX, y una Biblioteca Jacobea de apoyo a investigadores.